# Moluckersnapper
Moluckersnapper (Lutjanus boutton) är en fisk i familjen Lutjanidae (vars medlemmar ofta kallas snappers) som finns i västra Stilla havet. 

## Utseende
Moluckersnappern är en fisk med förhållandevis hög kropp, sluttande panna och svagt spetsig nos. Ryggfenan består av 10 till 11 taggstrålar, följda av 13 till 14 mjukstrålar. Analfenan har en liknande uppbyggnad med 3 taggstrålar och 8 mjukstrålar. Rygg och sidor är skära till röda, vanligen med 10 till 12 svaga, gula längsstrimmor, buken vit till silverfärgad samt fenorna gulaktiga. Några individer kan ha en svart fläck på ryggfenans bakre del. Arten blir vanligtvis inte mycket längre än 20 cm, även om den kan nå upp till 35 cm som mest.

## Vanor
Arten lever vid korallrev på djup mellan 15 och 50 m, och uppehåller sig gärna vd stup och sprickor. Den bildar ofta stim på 30 till 40 individer, där även medlemmar av andra arter kan ingå. Födan består av fiskar, bläckfiskar, kräftdjur som bland annat räkor och krabbor samt en del plankton. Leker året om, med tonvikt på tiden mellan mars och juni. Ungarna uppehåller sig bland sjögräs på grunt vatten, gärna i nrheten av flodmynningar och andra sötvattenskällor.

## Utbredning
Utbredningsområdet omfattar västra Stilla havet från Sumatra till Samoa och norrut till södra Japan, söderut till norra Australien.

## Betydelse för människan
Ett mindre kommersiellt fiske äger rum, som dock kan vara av stor betydelse lokalt. Vanligaste fångstsätt är långrev, och fångsten säljes vanligen färsk.